# Winterstreu

Verkehrsschild-Zusatzzeichen 1060-30 in Deutschland

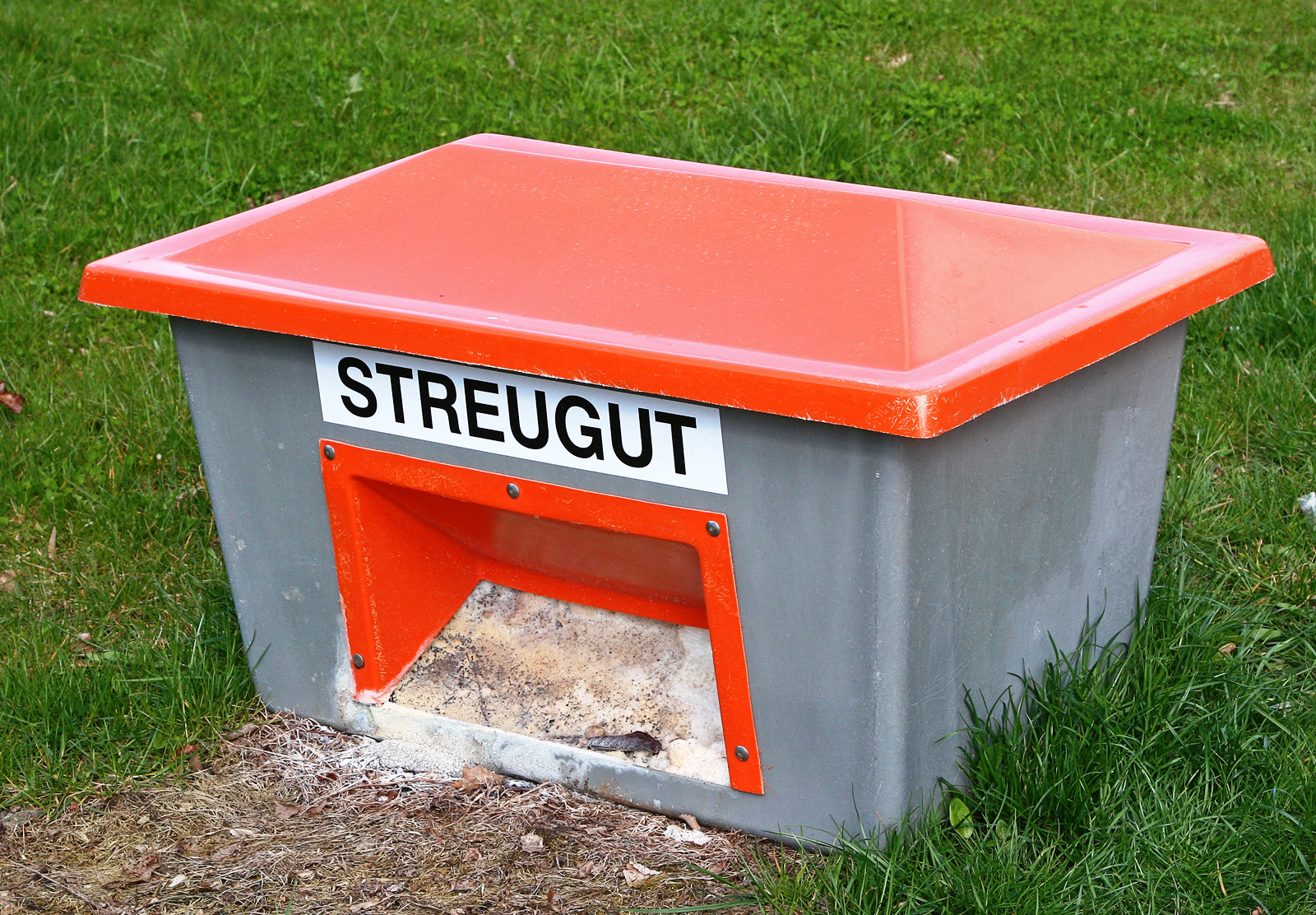
Streugutkiste

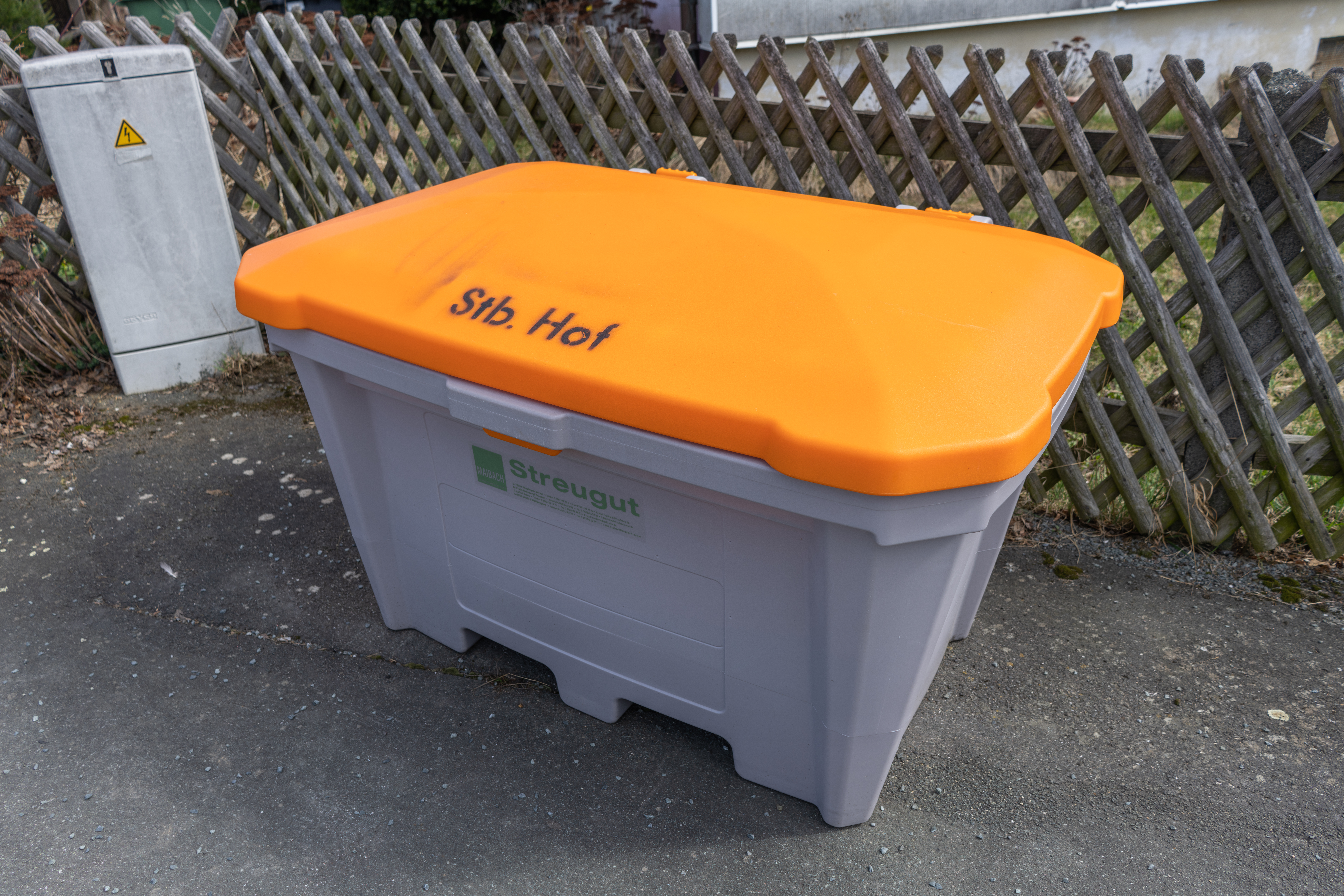
Streugutkasten mit orangefarbenem Deckel der kreisfreien Stadt Hof

Winterstreu, Streugut oder Streustoff ist ein Oberbegriff für verschiedene Substrate, die in den gemäßigten, subarktischen und arktischen Zonen während der kalten Jahreszeit im Winterdienst verwendet werden, um verschneite und vereiste Wege und Straßen griffiger zu machen.

## Auftauende Streumittel
In gemäßigten Klimazonen setzt man Streusalz ein, um Schnee und Eis aufzutauen, häufig gewöhnliches Natriumchlorid. Beigabe von Salz senkt den Gefrierpunkt des Wassers. So hat Meerwasser bei einer Salzkonzentration von 3,5 % einen Gefrierpunkt von −1,9 °C, eine gesättigte Kochsalzlösung (356 g Natriumchlorid pro Liter Wasser) hat einen Gefrierpunkt von −21 °C. In der Praxis kann die Vereisung von Wegen bestenfalls bis ca. −10 °C mit normalem Natriumchlorid-Streusalz beseitigt werden. Dagegen stehen durch das Salz verursachte Umweltprobleme, weswegen die Nutzung durch Privatpersonen in den meisten Gemeinden verboten ist.
In Gebieten mit andauernden Temperaturen unter dem Gefrierpunkt wird meist kein Auftausalz eingesetzt, denn Glatteisbildung ist hier selten. Allgemein werden hier abstumpfende Streumittel verwendet, die im Gegensatz zu Gebieten mit häufigem Frost-Tau-Wechsel in der Oberflächenschicht des kompaktierten Schnees verbleiben und ihre Wirkung nicht durch Einsinken mit anschließendem Überfrieren verlieren.

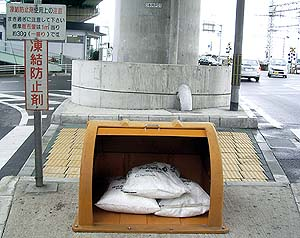
Behälter mit Calciumchlorid in Japan

## Abstumpfende Streumittel
Vor allem auf weniger befahrenen Straßen sowie auf Rad- und Fußwegen verwendet man sogenannte abstumpfende Mittel. Diese schmelzen Schnee und Eis nicht, beseitigen beim Streuen aber sofort die Rutschglätte. Auf viel befahrenen Straßen bildet sich rasch Schmeematsch, in dem der Splitt versinkt, so dass er nach nächtlichem Überfrieren seine Wirksamkeit verliert.
Nach dem Abtauen der Vereisungen bzw. zum Ende des Winters können diese Streumittel von den Verkehrsflächen gekehrt und im nächsten Jahr wieder oder als Füll- oder Baustoff weiterverwendet werden. 
Streusand, Splitt, Kies
Bevorzugt wird scharfkantiger Bruchsand oder Splitt eingesetzt. Gewöhnlicher Sand und feiner Kies können ebenfalls verwendet werden, sind aufgrund der runden Kornform jedoch etwas weniger griffig. Bei der Verwendung auf Gehwegen ist zu bedenken, dass scharfkantiger Sand und Splitt Fußböden abnutzen und Kratzer verursachen, wenn sie an den Schuhen mit ins Haus getragen werden.
Mineralische Streugranulate
Diverse geblähte oder gebrochene Mineralstoffe wie Perlite oder Blähton können ebenfalls verwendet werden. Aufgrund der Korngröße werden sie nicht so rasch in die Eisdecke gedrückt wie Sand. Nach dem Winter können mineralische Streugranulate bei der Straßenreinigung eingesammelt und für den Straßenbau verwendet werden.
Granulate aus nachwachsenden Rohstoffen
Hobel- und Sägespäne oder aus Erntereststoffen hergestellte Granulate (z. B. Maisspindelgranulat, Hanfschäben) können ebenfalls zum Abstumpfen von Eis und Schnee verwendet werden. Organische Streumittel stauben nicht und sinken weniger im tagsüber tauenden Schneematsch ein, als Sand. Sie können von Hand oder per Streukarre ausgestreut werden. Organische Granulate werden in deutlich geringerem Maß an den Schuhen ins Haus getragen, als andere Streumittel. Sie sind neutral gegenüber Grünflächen und Grundwasser. Schuhsohlen und Verkehrswege werden weniger verschmutzt als bei Verwendung von Asche oder mineralischen Streumitteln. Teilweise sind organische Streumittel im Handel teurer als herkömmliche Mittel. Sie sind jedoch leicht und einfach handzuhaben. Einsatzbereiche sind vor allem Gehwege (Fußgängerzonen, Fußwege vor Hotels, Geschäften, Behörden, Krankenhäusern und Schulen). Nach Gebrauch kann das Granulat unschädlich auf Grünflächen gekehrt werden.
Asche
Asche zum Abstumpfen von glatten Schnee- und Eisflächen wurde häufig gestreut, wenn diese aus Holz- oder Kohleöfen ohnehin zur Verfügung stand. Mit Holz beheizte Kaminöfen produzieren heute nur noch wenig Asche (100 Kilogramm Holz ergeben zwei bis drei Kilogramm Asche). Die wasserlöslichen Anteile der Asche (Rohpottasche) haben eine dem Auftausalz ähnliche gefrierpunktserniedrigende Wirkung auf Schnee und Eis.